# 포트 타운 니시역
포트 타운 니시역(일본어: ポートタウン西駅, ポートタウンにしえき)은 일본 오사카부 오사카시 스미노에구에 있는 오사카 메트로 난코 포트타운선의 역이다. 역 번호는 P12이다.

## 역 구조
섬식 승강장 1면 2선의 고가역이다. 1층(지상)에 개찰구와 대합실, 2층에 승강장이 있다. 개찰구는 코스모스퀘어 방향으로 1곳만 있다.
당역은 난코 운수 사무소의 소속으로 포트 타운 히가시 역의 피관리역이다.

### 승강장
| 승강장 | 노선             | 행선                        |
| ------ | ---------------- | --------------------------- |
| 1      | 난코 포트타운 선 | 스미노에코엔 방면           |
| 2      | 난코 포트타운 선 | 나카후토・코스모스퀘어 방면 |

## 역 주변
역 주변에는 공영・공사의 집합 주택이 많다.
- 슈퍼 내셔널 난코점
- 난코 공원
- 오사카 포트 타운 니시에키마에 우체국
- 오사카 부립 사키시마 고등학교
- 오사카 시립 난코미나미 중학교
- 오사카 시립 난코히카리 초등학교

## 역사
- 1981년 3월 16일: 오사카 시 교통국 난코 포트타운 선 스미노에코엔 ~ 나카후토 역간 개통과 동시에 영업 개시.

## 사진

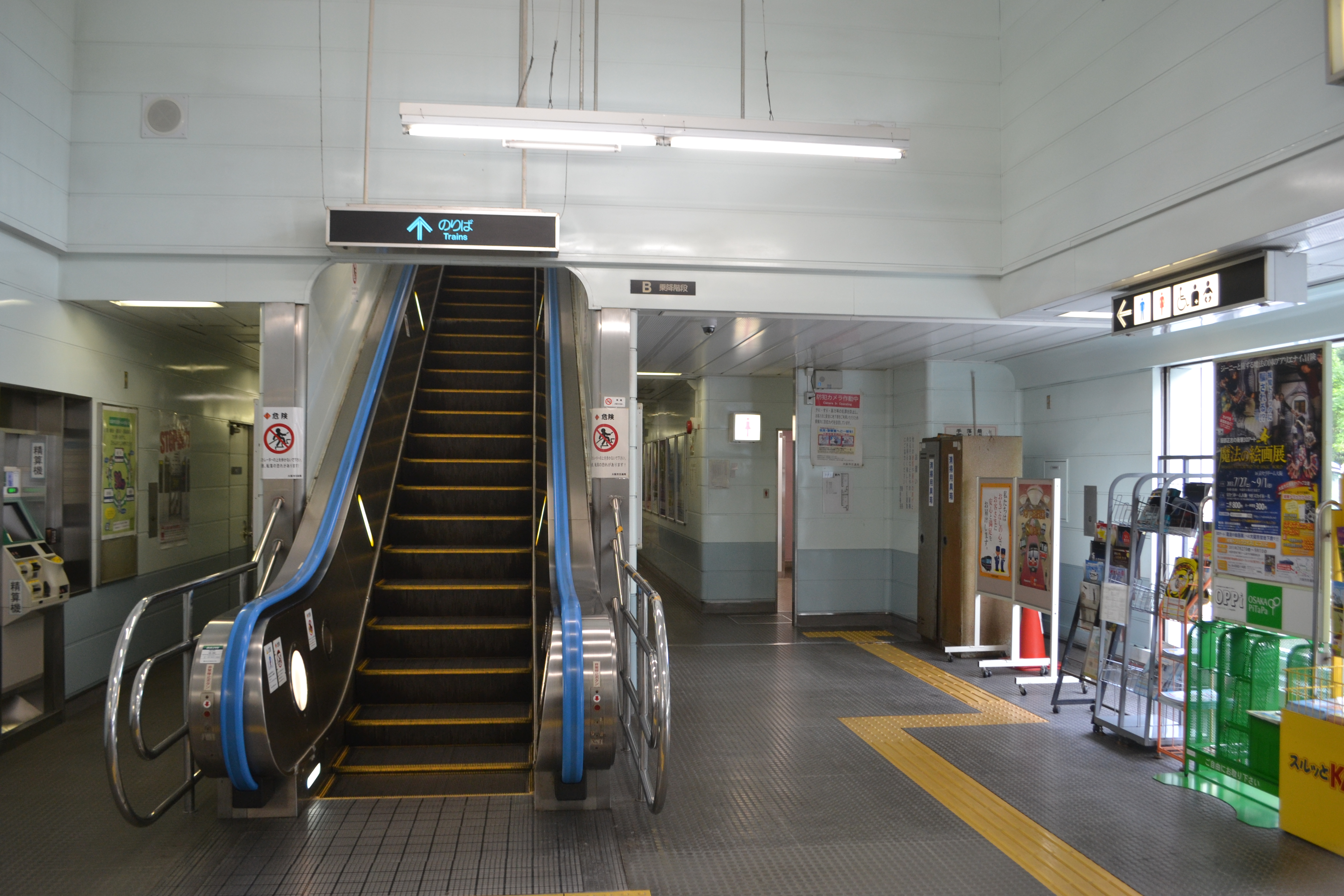
대합실

## 인접역
| ■ 오사카 메트로 난코 포트타운선 | ■ 오사카 메트로 난코 포트타운선 | ■ 오사카 메트로 난코 포트타운선        |
| ------------------------------- | ------------------------------- | -------------------------------------- |
| P11 나카후토 코스모스퀘어 방면  |                                 | 포트 타운 히가시 P13 스미노에코엔 방면 |